# Dionisio Alcalá Galiano
Pour les articles homonymes, voir Alcalá et Galiano.
Dionisio Alcalá Galiano (né le 8 octobre 1760 à Cabra, province de Cordoue, actuellement dans la communauté autonome d’Andalousie en Espagne – décédé le 21 octobre 1805 à la bataille de Trafalgar) était un officier de marine espagnol, un explorateur et un cartographe. Il est le père d'Antonio Alcalá Galiano.

## Biographie

### Début de sa carrière militaire
Alcalá Galiano est entré dans la marine espagnole en 1771 dès l'âge de onze ans.
Aspirant de marine (en espagnol : guardiamarina), il commence à travailler sous les ordres du fameux hydrographe espagnol Vicente Tofiño de San Miguel y Wanderiales (ou Vanderiales) (1732-1795) ce qui lui permet d'acquérir rapidement une bonne expérience en cartographie et de se distinguer par ses qualités dans cette matière ainsi qu'en astronomie. Il est alors envoyé par le gouvernement du roi Charles III pour établir des cartes marines de la côte orientale de la Méditerranée.
Il achève ce projet en 1774 avec succès et il est envoyé l'année suivante, grâce à la recommandation de Tofiño, faire des cartes du détroit de Magellan, avec l'objectif entre autres de déterminer si le détroit constitue un meilleur passage que le cap Horn, entre l'Atlantique et le Pacifique. Il est nommé Teniente de Fragata (grade équivalent en France à l'« enseigne de vaisseau de première classe »). En 1778 il travaille sur la cartographie des Açores.

### Exploration du nord du Pacifique
En 1789 il est choisi pour participer à l'expédition organisée par Alessandro Malaspina autour du monde. Durant la première partie de cette expédition, il navigue à bord du Altrevista sous les ordres du capitaine José de Bustamante. Il traverse l’Atlantique à partir de l’Espagne en direction de l’Amérique du Sud et autour du cap Horn, puis en direction nord jusqu’aux îles Galápagos, Panama et Acapulco. Au cours de ce voyage de deux ans, il est nommé Capitán de Fragata (grade équivalent en France au « capitaine de frégate ») du fait de ses compétences scientifiques et techniques. Il reste ensuite à Mexico comme agent scientifique pendant que l'expédition continue à naviguer dans le nord du Pacifique. 

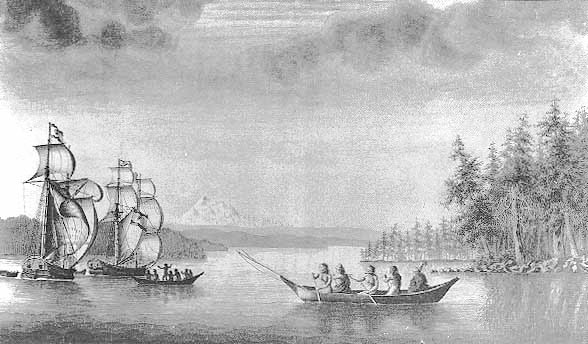
Le Sútil et le Mexicana dans les eaux de la Colombie-Britannique

Les rebondissements au sujet du passage du nord-ouest incite le vice-roi de Nouvelle-Espagne, Juan Vicente de Güemes, deuxième comte (en espagnol : conde) de Revillagigedo à réclamer en juin 1792, de nouveaux relevés cartographiques de la côte du nord du Pacifique. Il envoie alors Galiano explorer la côte de l'Amérique au nord de la Californie. Son équipage embarque au port de San Blas au Mexique sur les goélettes Sútil et Mexicana, celle-ci étant commandée par Cayetano Valdés. Les deux goélettes venaient d'être construites à San Blas et mesuraient 14,3 mètres de long, elles embarquaient chacune un équipage de plus de 17 officiers. Cette expédition ira jusqu'au détroit de Géorgie qui sépare l'île de Vancouver du continent. Par la suite Alcalá Galiano écrira un compte rendu affirmant que le passage tant recherché n'existait pas.
Alors qu'il explorait le détroit de Géorgie, l'expédition découvrit et remonta le Fraser (19 juin 1792). Peu après, il fut rejoint par l'expédition de George Vancouver dans la baie qui prendra le nom de Burrard (en anglais : Burrard Inlet). Galiano qui parlait correctement l'anglais coopérera avec Vancouver, les deux hommes échangeant notamment des cartes géographiques qu'ils avaient établies. Ensemble, les deux hommes vont cartographier les rivages du nord du détroit de Géorgie, démontrant l'insularité de l'île de Vancouver en la contournant par son extrémité nord et arrivant ainsi à retourner jusqu'à la baie Nootka (en anglais : Nootka Sound).
Galiano et son équipage devenaient les premiers européens à réaliser le tour complet de l'île en bateau, Vancouver ayant lui préféré traverser le détroit de Juan de Fuca directement.
À son retour en Espagne, Galiano fut nommé membre de l'Ordre d'Alcántara (en espagnol : Orden de Alcántara) par un décret royal du 5 décembre 1795.

### Bataille de Trafalgar
Dionisio Alcalá Galiano combattit à la bataille de Trafalgar, avec le grade de marine espagnol de brigadier (grade équivalent en France au capitaine de vaisseau), commandant un navire de ligne à 74 canons, le Bahama. Il y fut mortellement blessé par un boulet de canon le 21 octobre 1805. Son corps est ramené en Espagne pour être inhumé au Panthéon des marins illustres de l’Espagne, situé à San Fernando, à proximité de Cadix.

## Hommage
Une des îles Gulf, situées dans le détroit de Géorgie dans la Mer des Salish en Colombie-Britannique (Canada), a été nommée « île Galiano », en hommage à Dionisio Alcalá Galiano.